# Biai járás
A Biai járás Pest-Pilis-Solt-Kiskun vármegyéhez tartozó járás volt Magyarországon, székhelye Bia volt. Ezen a néven 1898-tól működött, de a Pilisi alsó járás állandó székhelye már 1886 óta Bia volt. Megszűnésére 1934-ben került sor, amikor létrejött helyette a Budapest székhelyű Budakörnyéki járás.

## Története
A Biai járás elődje a 19. század közepén az addigi Pilisi járás feldarabolásával létrejött Pilisi alsó járás volt. Ennek 1886-tól, amikor törvény alapján a vármegyéknek állandó járási székhelyeket kellett kijelölniük, Bia volt a székhelye. A járás Pest-Pilis-Solt-Kiskun vármegye dunántúli részének déli felét foglalta magába, összesen tizenhat községet.
A 20. század fordulóján a Budapest körüli települések népessége, gazdasága és infrastrukturális fejlettsége erősen megnőtt, és elkezdődött a Nagy-Budapestet alkotó agglomeráció kialakulása, mely magába foglalta a Biai járás több települését is. Ezért először az 1910-es évek elején szervezték át a Budapest körüli járásokat, de ez még nem érintette a Biai járást.
1922-ben került sor az 1911-ben megalakult Kispesti járás megszüntetésére, illetve helyette a Budapest székhelyű Központi járás megszervezésére. Ehhez az új járáshoz átcsatolták a Biai járásnak Budapest közelébe eső hat községét. A maradék járás tíz községével és mintegy 24 ezer lakosával a megye második legkisebb járása lett az 1913-ban létrejött Gyömrői után.
1934-ben végül megszüntették a Biai járást, mivel Budapest vonzásának erősödése és a közlekedési lehetőségek javulása miatt célszerűbb lett községeit Budapest székhellyel igazgatni. A Központi járás területe és népessége azonban túl nagy lett volna, ha a két járást egyesítik, ezért inkább külön járást hoztak létre Budapest környékének Dunántúlra eső részén. Ennek a második Budapest székhelyű járásnak a Budakörnyéki elnevezést adták. A Biai járás ekkori tíz községén kívül ide osztották be a Központi járásból a korábban oda átcsatolt községeket az időközben várossá alakult Budafok kivételével, kiegészítve viszont Pesthidegkúttal, valamint a Pomázi járásból további öt községet.

## Községei
Az alábbi táblázat felsorolja a Biai járáshoz tartozott községeket, bemutatva, hogy mikor tartoztak ide, és hogy hova tartoztak megelőzően, illetve később.
| Község      | Mikortól | Honnan               | Meddig | Hova                  |
| ----------- | -------- | -------------------- | ------ | --------------------- |
| Albertfalva | 1898     | Pilisi alsó járásból | 1922   | Központi járáshoz     |
| Bia         | 1898     | Pilisi alsó járásból | 1934   | Budakörnyéki járáshoz |
| Budafok     | 1898     | Pilisi alsó járásból | 1922   | Központi járáshoz     |
| Budajenő    | 1898     | Pilisi alsó járásból | 1934   | Budakörnyéki járáshoz |
| Budakeszi   | 1898     | Pilisi alsó járásból | 1934   | Budakörnyéki járáshoz |
| Budaörs     | 1898     | Pilisi alsó járásból | 1922   | Központi járáshoz     |
| Budatétény  | 1898     | Pilisi alsó járásból | 1922   | Központi járáshoz     |
| Nagytétény  | 1898     | Pilisi alsó járásból | 1922   | Központi járáshoz     |
| Páty        | 1898     | Pilisi alsó járásból | 1934   | Budakörnyéki járáshoz |
| Perbál      | 1898     | Pilisi alsó járásból | 1934   | Budakörnyéki járáshoz |
| Telki       | 1898     | Pilisi alsó járásból | 1934   | Budakörnyéki járáshoz |
| Tinnye      | 1898     | Pilisi alsó járásból | 1934   | Budakörnyéki járáshoz |
| Torbágy     | 1898     | Pilisi alsó járásból | 1934   | Budakörnyéki járáshoz |
| Tök         | 1898     | Pilisi alsó járásból | 1934   | Budakörnyéki járáshoz |
| Törökbálint | 1898     | Pilisi alsó járásból | 1922   | Központi járáshoz     |
| Zsámbék     | 1898     | Pilisi alsó járásból | 1934   | Budakörnyéki járáshoz |

## Területe és népessége
Az alábbi táblázat a Biai járás területének és népességének változását mutatja be. Az egyes sorok a járás területi változásait mutatják be, az első rovatban megjelölve, mely időszakban érvényes terület adatai találhatók az adott sorban.A következő rovat a járás területnagyságát mutatja az adott időszakban. A további rovatok az adott időszakban érvényes határok között az oszlopfejlécben jelzett népszámlálás adatai szerint talált népességszámot adják meg ezer főre kerekítve.
Az eltérő színezéssel kijelölt adatok mutatják meg az egyes népszámlálásokkor érvényes közigazgatási beosztásnak megfelelő adatokat.
| Területi beosztás | Terület | 1890-ben | 1900-ban | 1910-ben | 1920-ban | 1930-ban | 1941-ben | 2001-ben |
| ----------------- | ------- | -------- | -------- | -------- | -------- | -------- | -------- | -------- |
| 1898–1922 között  | 352 km² | 36       | 41       | 51       | 57       | 71       | 84       | 107      |
| 1922–1934 között  | 266 km² | 20       | 21       | 23       | 24       | 25       | 27       | 40       |

## Lásd még
- Budakeszi járás
- Érdi járás
- Pilisvörösvári járás
- Nagy-Budapest